# Phymatopsinus pustula
Phymatopsinus pustula es una especie de coleóptero de la familia Attelabidae.

## Distribución geográfica
Habita en el Congo, Guinea, Malaui,  Mozambique, Senegal, Tanzania, República Democrática del Congo, Zambia y  Zimbabue.